# Liste des lieux patrimoniaux du district de Sudbury
Cet article recense les lieux patrimoniaux du district de Sudbury inscrits au répertoire des lieux patrimoniaux du Canada, qu'ils soient de niveau provincial, fédéral ou municipal.

## Liste
| [ 1 ] | Lieu patrimonial           | Illustration               | Municipalité        | Adresse        | Coordonnées      | No    | Constr. | Prot.                    | Rec. | Notes |
| ----- | -------------------------- | -------------------------- | ------------------- | -------------- | ---------------- | ----- | ------- | ------------------------ | ---- | ----- |
| F     | Phare                      | Phare                      | Killarney (en)      |                | 45.9681 -81.4889 | 9685  | 1909    | ÉFP reconnu              | 1991 |       |
| F     | Phare                      | Téléverser                 | Killarney (en)      |                | 45.6436 -82.9592 | 10240 | 1909    | ÉFP reconnu              | 2001 |       |
| F     | Gare du Canadien Pacifique | Gare du Canadien Pacifique | Sudbury, North Part | Spencer Avenue | 46.706 -81.556   | 4608  | 1910    | Heritage Railway Station | 1993 |       |